# Reinhard Lettau
Reinhard Lettau, född 10 september 1929 i Erfurt i Tyskland, död 17 juni 1996 i Karlsruhe i Tyskland, var en tysk författare.
I mitten av 1950-talet flyttade han till USA och var från 1967 professor i tysk litteratur vid University of California i San Diego.  Han var en aktiv medlem av Gruppe 47.

## Verk
- Schwierigkeiten beim Häuserbauen (1962)
- Auftritt Manigs (1963)
- Die Gruppe 47 – Bericht, Kritik, Polemik (1967)
- Gedichte (1968)
- Feinde (1968)
- Täglicher Faschismus (1971)
- Immer kürzer werdende Geschichten. Und Gedichte und Porträts. (1973)
- Frühstücksgespräche in Miami (1977)
- Zerstreutes Hinausschaun – Vom Schreiben über Vorgänge in direkter Nähe oder in der Entfernung von Schreibtischen (1980)
- Der Irrgarten – Geschichten und Gespräche (1980)
- Herr Strich schreitet zum Äußersten. Geschichten (1982)
- Zur Frage der Himmelsrichtungen (1988)
- Flucht vor Gästen (1994)

På svenska
- Manigs uppträdande och andra berättelser (Ur Schwierigkeiten beim Häuserbauen och Auftritt Manigs) (översättning Hjördis Karhunsaari & Wolfgang Hirsch, Bonnier, 1967)
- "Tyskland som utland" och "Något angående väderstrecken" (översättning Janne Carlsson. I tidskriften Amalgam, nr 7 (1986/87), s. 11-23